# 어린양고기

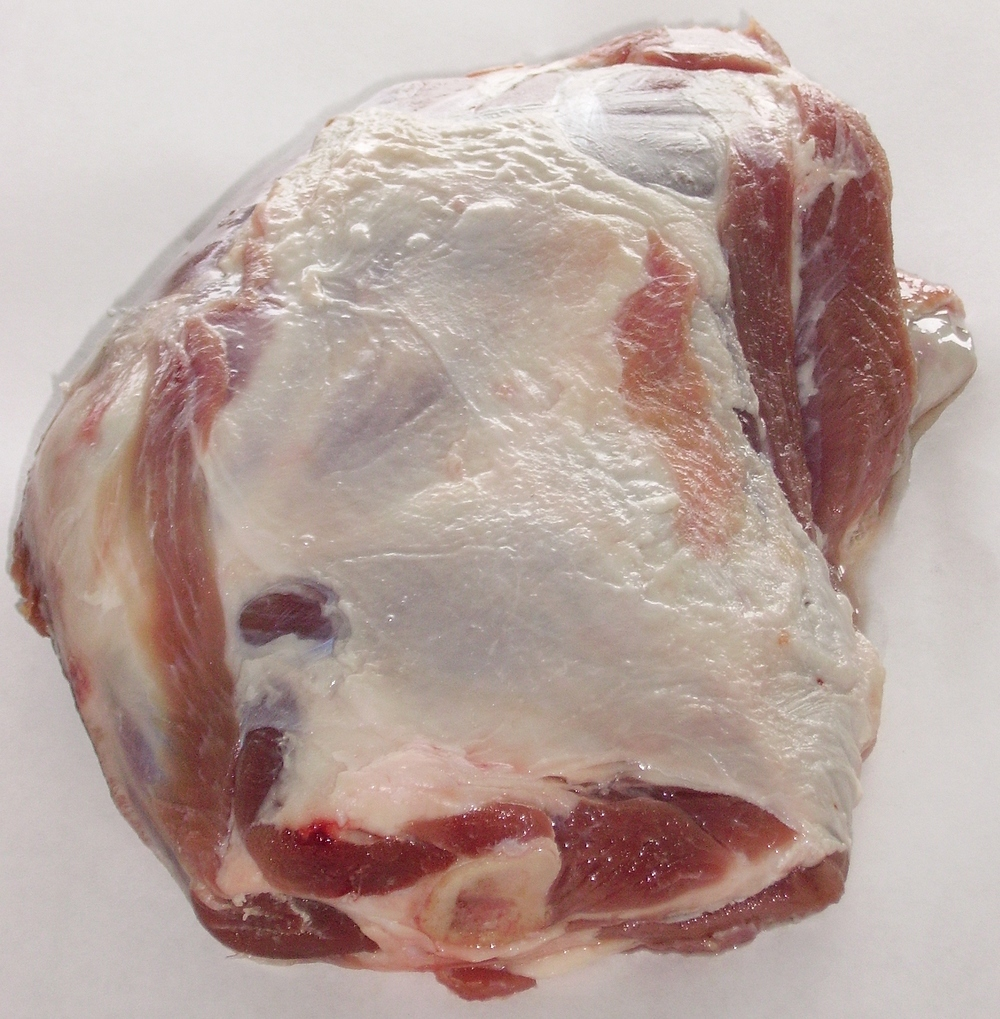
어린양고기

어린양고기(영어: lamb 램[*])는 어린 양의 고기이다. 보통 생후 1년 미만의 양을 도축했을 때 "램"이라 불러, "머튼(mutton)"이나 "호깃(hogget)"과 구분한다. "양고기"라는 말이 어린양고기를 뜻하기도 한다.

## 같이 보기
- 송아지고기
- 양고기